# 貫井遺跡
貫井遺跡（ぬくいいせき）は、東京都小金井市貫井南町三丁目にある旧石器時代から縄文時代にかけての複合遺跡である。なお本項では貫井南町4丁目出土蔵骨器についてもあわせて記述する。

## 遺跡の概要
旧石器時代の生活痕跡と、縄文時代の環状集落からなる遺跡である。これまで24次にわたる発掘調査が行なわれ、縄文時代中期前半～末葉の竪穴建物跡が55棟検出された。
武蔵野台地の南端、国分寺崖線に面して立地し、湧水が形成したノッチ状地形を囲む∩字状の範囲に広がる。ノッチ部分には現在では貫井神社が立地、本殿の西側には現在でも湧水があり、境内には池が形成されている。遺跡の本体は神社東側の道路を上った、台地上の標高70～71mの範囲に立地する。
近隣には、国分寺崖線に面して西側に国分寺市東京経済大学構内遺跡、東側に小金井市はけうえ遺跡、南側の斜面下位の立川面には荒牧遺跡があり、野川流域遺跡群を構成する。

## 調査の歴史

### 発見と初期の調査
1907年（明治30年）刊行の『日本石器時代人民遺物発見地名表』が初出とされる（国立国会図書館デジタルコレクションでは増訂4版で確認できる）。1923年（大正12年）に首藤岩泉が打製石斧などを採集している。大正から昭和初期にかけて前田家の別荘（三楽荘）の建築時に多数の遺物が掘り出され、『小金井村郷土誌』に報告された。
最初の発掘調査は1939年（昭和14年）に藤原音松らにより行なわれ、1946年（昭和21年）には甲野勇・G.グロート・塩野半十郎・後藤守一ら、1952年（昭和27年）には甲野勇・松井新一が発掘調査を行なった。1957年（昭和32年）から武蔵野郷土館の吉田格の指導による東京学芸大学考古学研究室による発掘調査が断続的に8回行なわれたほか、1965～1967年（昭和40～42年）には小金井市誌編さんのための発掘調査も行なわれた。これらは建物跡1～2棟を対象とする小規模なものであった。

### 貫井遺跡保存問題
1972年（昭和47年）、小金井市立小金井第四小学校の学童保育所建設工事の際に、多数の土器・石器が出土し、工事は中止となった。遺跡保護か学校建設かの議論が起こり、1974年（昭和49年）には同小学校校庭で遺跡の広がりを確認する調査が行なわれ、続く1975～1978年（昭和50～53年）には校舎増築・道路建設部分の発掘調査が行なわれ、縄文時代中期の建物跡などが発掘された。

### その後の発掘調査
1989年（平成元年）には個人住宅および小金井市の施設建設、1996年（平成8年）には小金井警察署官舎、2002年（平成14年）には宅地造成、2009年（平成21年）には市道拡幅による発掘調査が行なわれている。

## 主な遺構
- 竪穴建物跡
- 土坑

## 主な出土品
- ナイフ形石器
- 石鏃
- 打製石斧
- 縄文土器 - 撚糸文土器、勝坂式、加曾利E式、称名寺式
- ヒスイ製大珠
- 土偶

## 遺跡の変遷

### 後期旧石器時代
ローム層まで掘削した範囲が限られているため全体像は不明である。校舎増築部の調査区で立川ロームⅣ下層よりナイフ形石器、石刃などが出土している。また縄文時代の遺構や包含層からも後期旧石器時代のものと考えられる石器が出土している。近隣の遺跡の状況からみて、未調査範囲に後期旧石器時代の遺跡が広がっていることが予想される。

### 縄文時代

#### 早期
遺跡北西部の1977～1978年調査区で撚糸文土器が出土している。

#### 中期
遺跡東部で多数の建物跡が検出されている。
- 勝坂式期：検出された建物跡の数が最も多く、遺跡東部に環状に配置されていた。
- 加曾利E式期：勝坂式期より少ないが遺跡東部に建物跡が検出されている。

#### 後期
遺跡東部で称名寺式期の建物跡が1件検出されている。

### 貫井南町4丁目出土蔵骨器
国分寺崖線の下位、貫井神社の南側の道路付近の工事現場で発見された。小金井市立小金井第四小学校東側のはけを下る道と、はけ下を東西に走る道の交差点付近にあたる。残存部高さ75cm、胴部最大径83cmの大型の常滑焼の甕で、口縁部は欠けている。器形の特徴から14世紀後半頃の所産と考えられる。
径約60cmの緑泥片岩製の蓋が伴っており、発見された火葬骨は壮年男性のものであった。

## 出土資料
貫井遺跡の出土資料の一部（縄文土器、石器など）は、小金井市文化財センターに展示されている。貫井南町4丁目出土蔵骨器は江戸東京たてもの園に所蔵されている。
貫井遺跡2・3・6号住居址出土縄文時代中期土器群一括は、2011年（平成23年）4月25日に小金井市指定有形文化財。また、貫井遺跡出土片口碗形土器（ぬくいいせきしゅつどかたくちわんがたどき）1点は、2011年（平成23年）4月25日に小金井市登録有形文化財（美術工芸品）に登録されている。

### 戦前の調査・報告
- 小金井村尋常高等小学校『小金井村郷土誌』小金井村尋常高等小学校、東京、1934年。
- 東京帝国大学『日本石器時代人民遺物発見地名表（増訂4版）』東京帝国大学、東京、1917年。NDLJP:936125。
- 藤原音松「小金井町貫井の石器時代住居址」『武蔵野史』武蔵野市役所、東京、1948年1月。

### 戦後初期の調査・報告
- 井上淳也、高木明彦「小金井貫井遺跡調査報告」『史海』第9巻、東京学芸大学史学会、東京、1962年3月、NCID AN00099785。
- 太田公、小山昌身「小金井貫井遺跡調査報告」『史海』第10巻、東京学芸大学史学会、東京、1963年3月。
- 倉重明、森山裕夫、吉田格「小金井貫井遺跡調査報告」『史海』第14巻、東京学芸大学史学会、東京、1967年2月。
- 甲野勇「最近に発掘された石器時代の住居址」『科学朝日』第6巻第3号、朝日新聞社、東京、1946年3月。
- 小金井市誌編さん委員会『小金井市誌編纂資料第8編』小金井市誌編さん委員会、東京、1967年2月。
- 柴田泰夫「小金井貫井遺跡調査報告」『史海』第6巻、東京学芸大学史学会、東京、1959年3月、NAID 40001501633。
- 関口秀徳、鮫谷陸雄「小金井貫井遺跡調査報告」『史海』第8巻、東京学芸大学史学会、東京、1961年3月。
- 松井新一「先史文化（小金井貫井編）」『先史文化』第3巻、都立国立高等学校考古学研究会、東京、1953年1月。
- 松井新一「先史文化（続小金井貫井編）」『先史文化』第6巻、都立国立高等学校考古学研究会、東京、1957年9月。
- 持田友宏、吉田幸正「東京都北多摩郡小金井町貫井遺跡発掘調査報告」『史海』第5巻、東京学芸大学史学会、東京、1958年3月、NAID 40001501623。
- 吉田格、小金井分校史学研究部「都下小金井町貫井発掘の縄文土器」『史海』第2巻、東京学芸大学史学会、東京、1955年3月。
- 吉田格、小金井分校史学研究部「小金井貫井住居址発掘報告」『史海』第2巻、東京学芸大学史学会、東京、1955年3月、NAID 40001501595。
- 吉田格「東京都北多摩郡小金井町貫井遺跡調査報告」『武蔵野』第38巻第1号、武蔵野文化協会、東京、1958年7月、NAID 40001501598。
- 吉田格「小金井市貫井遺跡」『小金井市誌Ⅲ 資料編』小金井市誌編さん委員会、東京、1967年2月。

### 発掘調査報告書
- 伊藤, 富治夫『東京都小金井　貫井遺跡』東京都小金井市前原町3-41-15、1998年3月31日（原著1998年3月31日）。
- 小金井市遺跡調査会『貫井遺跡』1991年3月（原著1991年3月）。
- 小金井市教育委員会『貫井』 5巻〈小金井市文化財調査報告書〉、1978年3月（原著1978年3月）。 NCID BA44304607。
- 小金井市教育委員会『貫井Ⅱ』 7巻〈小金井市文化財調査報告書〉、1991年3月（原著1991年3月）。
- 小金井市教育委員会『貫井遺跡』2011年3月（原著2011年3月）。
- 小金井市貫井遺跡調査会『小金井市貫井遺跡』1979年3月（原著1979年3月）。 NCID BA47199950。
- 貫井遺跡試掘調査団『小金井市貫井遺跡試掘調査概報』1975年1月（原著1975年1月）。 NCID BA47191799。
- 山村, 貴照、小西, 紳也、首藤, 章夫『貫井遺跡』東京都八王子市椚田町539-1、2002年9月30日（原著2002年9月30日）。 NCID BB09983687。